# Поліцейська у Нью-Йорку
«Поліцейська у Нью-Йорку» (італ. La poliziotta a New York) — італійська еротична комедія фільм режисера Мікеле Массімо Тарантіні. Прем'єра відбулась 21 листопада 1981 року. Зйомки фільми проходили у Римі та Нью-Йорку.

## Сюжет
Цього разу Джанну Амікучі разом із напарником запрошують до Нью-Йорку взяти участь у взятті контрабандиста та мафіозі. Останній має дівчину, на яку схожа Джанна, та охоронця, на якого схожий її напарник. Вони підміняють обох та ведуть справу під прикриттям. Фільм особливий тим, що у кінці відбуваються активні дії та боротьба на літаку, що летить.

## Актори
| Актор              | Роль                          |
| ------------------ | ----------------------------- |
| Едвіж Фенек        | Джанна Амікуччі               |
| Альваро Віталі     | Альваро Таралло               |
| Джакомо Ріццо      | іль Турко                     |
| Едіт Пітерс        | офіціантка                    |
| Енцо Андроніко     | вчитель палермського діалекту |
| Галльяно Сбарра    | батько Джанни                 |
| Фідель Бауна       | Неро                          |
| Жак Стані          | комісар                       |
| Ренцо Монтаньяні   | Маккароне                     |
| Альдо Маччоне      | Великий Джон                  |
| Джиммі іл Феномено | Уомо ді Маккароні             |

## Знімальна група
Режисер — Мікеле Массімо Тарантіні.
Продюсер — Лучано Мартіно.
Сценаристи — Франческо Міліція, Альберто Сільвестрі, Франко Веруччі, Мікеле Массімо Тарантіні, Жан Луїс, Лучано Мартіно.
Оператор — Джанкарло Феррандо.
Композитор — Берто Пісано.
Художники — Массімо Антонелло Геленг, Франческо Раффа, Сарторія Руссо, Лука Сабателлі.
Монтаж — Альберто Моріані.